# Periodo assiale

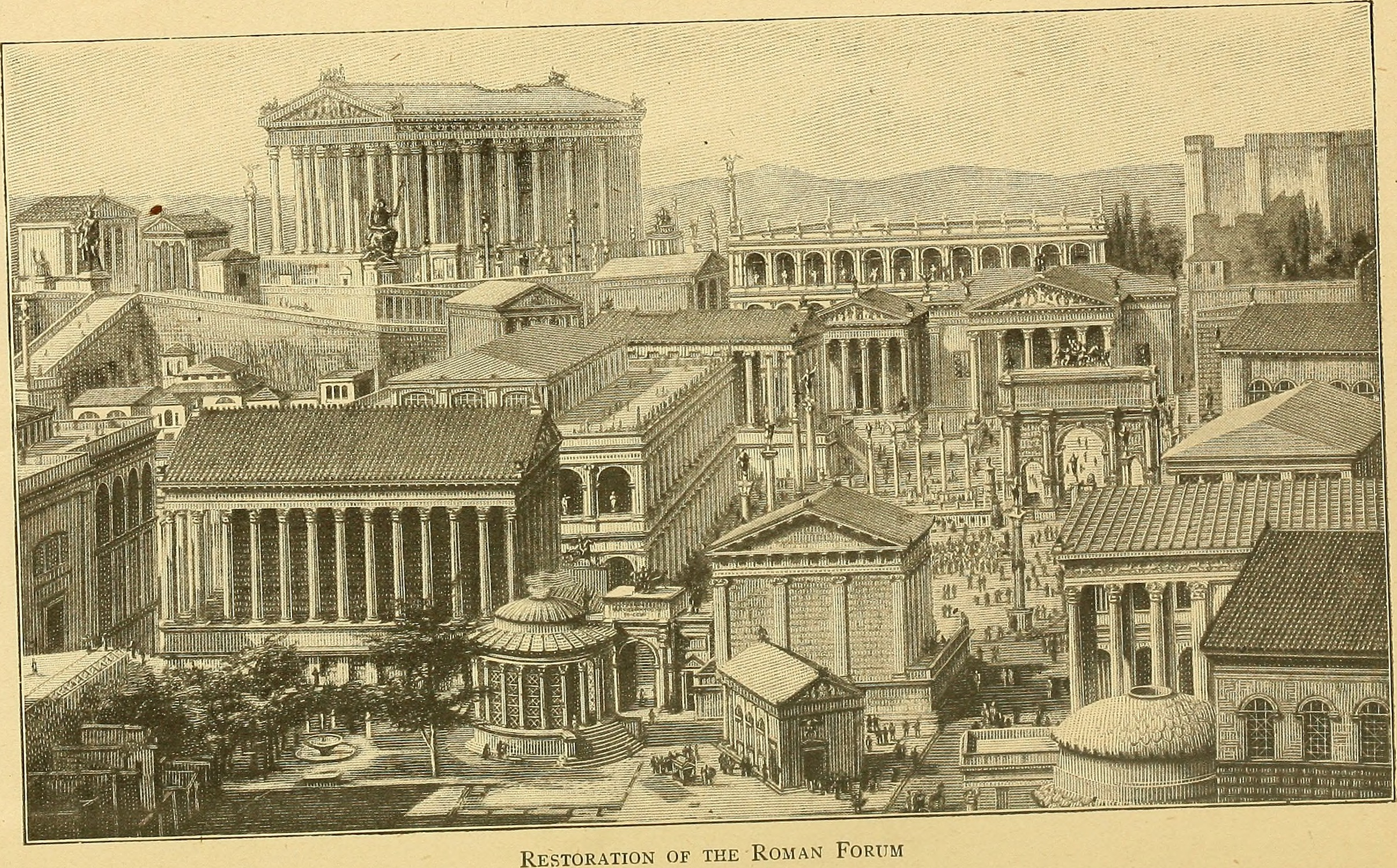
Illustrazione dello splendore della civiltà romana da Ancient civilization: an introduction to modern history (1916)

L'epoca assiale (o anche età, era o periodo assiale, in tedesco Achsenzeit) è quell'arco di tempo compreso tra l'800 a.C. e il 200 a.C., che il filosofo tedesco Karl Jaspers (1883-1969) ritiene contraddistinto da una profonda svolta culturale e filosofica della storia umana.
(Karl Jaspers, Origine e senso della storia, trad. it., Milano, Edizioni di Comunità, 1982, pag. 19)

## Origini del concetto
Il concetto di "epoca assiale", elaborato da Jaspers nell'opera Vom Ursprung und Ziel der Geschichte (Origine e senso della storia, 1949) e poi nel testo Vom europäischen Geist (in italiano Lo spirito europeo, 1960), sarebbe stato già teorizzato, secondo lo stesso Jaspers, da alcuni precursori come Alfred Weber (fratello del più celebre Max), che prima di lui avevano individuato un momento sincronico di sviluppo culturale, pur non chiamandolo con questo nome.
Secondo alcuni studi, teorie simili erano già emerse tra il Settecento e l'Ottocento, riprese man mano da sociologi e storici delle religioni.

## La tesi di Karl Jaspers

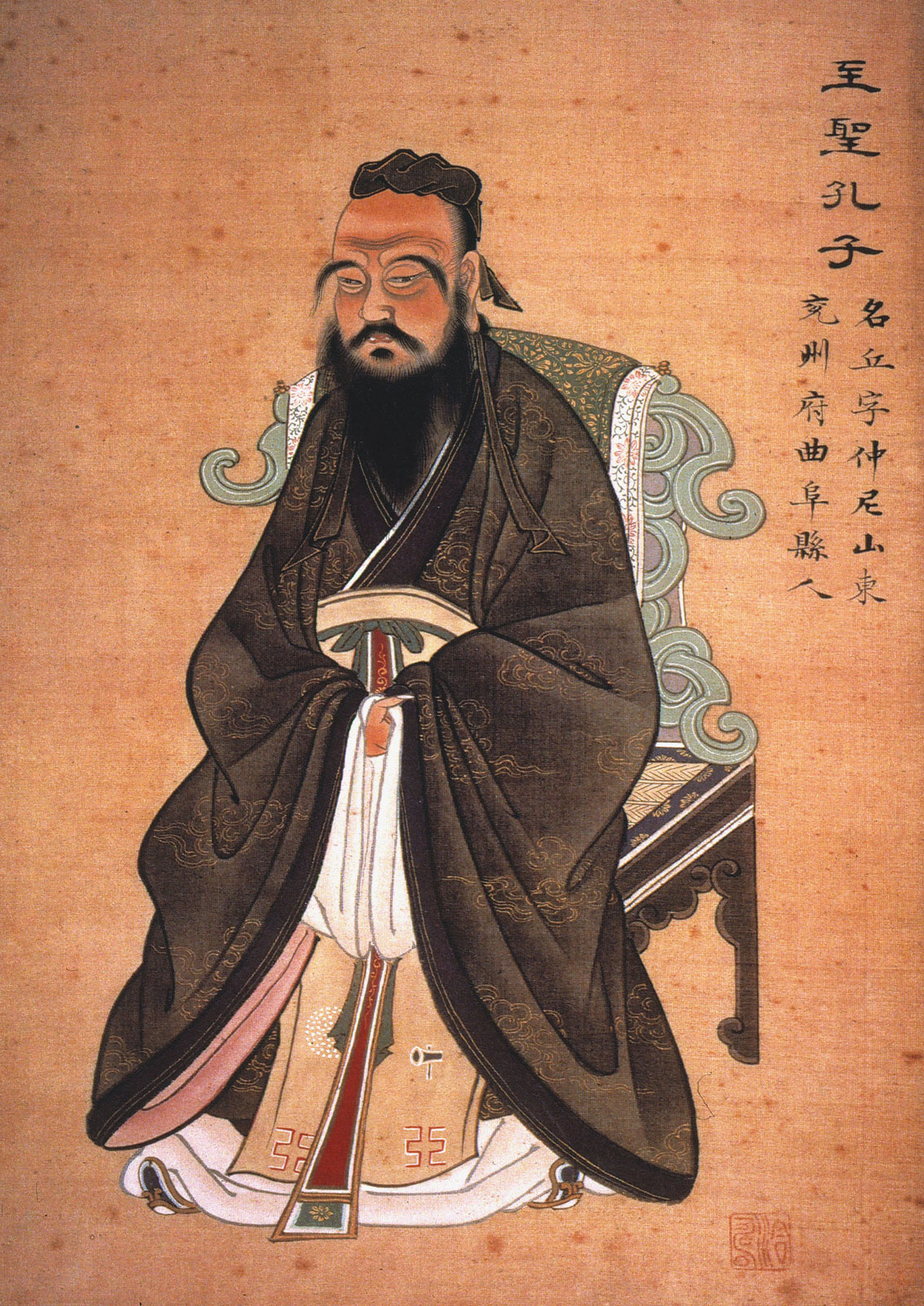
Confucio in un dipinto del 1770

Nella sua opera pubblicata nel 1949, il filosofo individua un periodo compreso tra l'800 a.C. e il 200 a.C. in cui in vari luoghi indipendentemente l'uno dall'altro (come in India, Cina, Palestina, Iran e Grecia) avviene una rottura epocale, che segna la fine delle civiltà precedenti, caratterizzate da culture diversificate, e ne sorgono di nuove, portatrici di tematiche comuni all'intera umanità.
In tutti questi luoghi gli uomini iniziarono ad interrogarsi sulla propria esistenza, esplorando la vastità del pensiero; ne consegue che presero consapevolezza di una propria storicità.
Tutto ciò che tali nomi implicano prese forma in pochi secoli quasi contemporaneamente in Cina, in India e nell'Occidente, senza che alcuna di queste regioni sapesse delle altre. La novità di quest'epoca è che in tutti e tre i mondi l'uomo prende coscienza dell'"Essere" nella sua interezza (umgreifend: ulteriorità onnicomprensiva), di se stesso e dei suoi limiti. Viene a conoscere la terribilità del mondo e la propria impotenza. Pone domande radicali. Di fronte all'abisso anela alla liberazione e alla redenzione. Comprendendo coscientemente i suoi limiti si propone gli obiettivi più alti. Incontra l'assolutezza nella profondità dell'essere-se-stesso e nella chiarezza della trascendenza.
Ciò si svolse nella riflessione. La coscienza divenne ancora una volta consapevole di se stessa, il pensiero prese il pensiero ad oggetto.»
(Karl Jaspers)
Le civiltà precedenti, "pre-assiali", come quella babilonese o egizia secondo Jaspers scomparvero progressivamente di fronte all'emergere delle nuove civiltà "assiali".

### La svolta assiale
Dunque, secondo Jaspers, questo asse rappresenta qualcosa di comune all'intera umanità, intorno al quale è possibile comprendere unitariamente la storia umana. Da quel periodo quasi contemporaneamente in tre zone, nel "Vecchio Mondo" (Abendland, individuato come cesura tra Occidente e Oriente), nell'Asia meridionale (India) e nell'Asia orientale (Cina), che costituirono la «culla della civiltà», si elaborarono quelle concezioni da cui si mosse il pensiero filosofico, si accelerò la fine dei racconti mitici sostituiti dai principi morali e dalle dottrine religiose e spirituali, prese avvio la ricerca delle cause naturali dei fenomeni fisici.
Jaspers, sempre nello Ursprung und Ziel der Geschichte, ritiene che l'umanità possa preparare un secondo periodo assiale, se supererà il rischio dell'autodistruzione determinato dal mancato controllo della scienza e delle tecnologie. Il senso di vuoto, proprio della cultura contemporanea, si oppone alla pienezza del precedente periodo assiale, che prefigura l'arrivo del successivo, in cui l'intera umanità sarà unita nel processo di umanizzazione e in cui attualizzerà pienamente l'"essere uomini".

## Elaborazioni successive
Nel 1975 Arnaldo Momigliano riprese il concetto definendo questo periodo come "l'epoca della critica"; più avanti, venne recuperato da diversi studiosi, in particolare sociologi, come momento di svolta nella storia del pensiero umano.
Altri studiosi invece hanno disconosciuto l'idea che sia esistita una "epoca assiale", nonostante permangano le riflessioni in merito allo sviluppo culturale di queste civiltà e al confronto con altri momenti analoghi della storia umana. Se infatti il suo utilizzo nella ricerca storica e sociologica è stato sconfessato, al tempo stesso è stata riconosciuta la sua importanza nel dibattito interno alle scienze sociali.
Infine, il concetto di "epoca assiale" è rimasto nella teorizzazione filosofica, venendo recuperato ad esempio da Jürgen Habermas, pur criticando le tesi jasperiane.